# Onthophagus semipersonatus
Onthophagus semipersonatus là một loài bọ cánh cứng trong họ Bọ hung (Scarabaeidae).